# محمد الفيصل بن عبد العزيز آل سعود
محمد الفيصل بن عبد العزيز آل سعود (1356 هـ / 1937 - 16 ربيع الآخر 1438 هـ / 14 يناير 2017) ولد في الطائف وهو الابن الثاني للملك فيصل بن عبد العزيز، وأمه هي الأميرة عفت الثنيان آل سعود. نشأ محمد الفيصل تحت رعاية والده الملك فيصل -الذي لم يكن ملكًا حينها- ووالدته عفت الثنيان ودرس في المدرسة النموذجية بالطائف وعندما تخرج منها ألحق بمدرسة هن سكوول (Hun School) في ولاية نيو جيرسي الأمريكية ثم دخل جامعة منلو بولاية كاليفورنيا الذي تخرج منها بشهادة البكالوريوس في إدارة الأعمال في عام 1964.

## مولده
كان مولد محمد بن فيصل بن عبد العزيز آل سعود في ظروف خاصة وزمن حافل؛ حيث ولد أثناء الحملة العسكرية التي قادها والده فيصل بن عبد العزيز آل سعود في اليمن على إثر الخلاف الذي حدث بين الملك عبد العزيز آل سعود والإمام يحيى حميد الدين على الحدود، وتزامن وقت ولادة محمد الفيصل مع وجود والده على رأس الجيش السعودي الذي دخل الحديدة في ذلك العام (1354هـ/1934م). قوبل مولد محمد الفيصل بفرحة شديدة من أسرته خاصة وأنه جاء بعد عدد من البنات جئن بعد أخيه عبد الله الذي كان في السادسة عشر من عمره في ذلك الوقت.

## حياته العملية
يعد الأمير محمد بن فيصل بن عبد العزيز آل سعود أول أمير سعودي يتخرج في جامعة أمريكية، وقد كان يرغب في العمل في وزارة الزراعة والمياه من أجل تنفيذ مشروع تحلية المياه، ولكنه عمل في مؤسسة النقد السعودي بحكم تخصصه الجامعي ( إدارة الأعمال ) لمدة عام كامل كمتدرب على المرتبة الخامسة.
تولى في عام 1379 هـ/1959 م منصب رئيس مطار الرياض القديم حتى عام 1387 هـ/1967 م عندما هم والده بتركها، فعينه والده وكيل وزارة الخارجية وبقي فيها حتى عام 1391 هـ/1971 م وفي نفس العام تولى منصب أمين مؤسسة الفيصل وبقي فيها إلى عام 1396 هـ/1976 م عندما قرر تركها وبعد ذلك، تولى منصب رئيس الهيئة العامة لتحلية المياه المالحة في عهد الملك خالد.
تفرغ بعدها لأعماله الخاصة حيث يملك أنشطة استثمارية كبنك فيصل الإسلامي المصري في القاهرة ومصرف فيصل الإسلامي في المنامة وبنك فيصل الإسلامي السوداني ولهم فروع متعدده في كافة أنحاء العالم كذلك الشركة الإسلامية للاستثمار الخليجي وهي الذراع الاستثماري النشط له. كما يشغل أيضا منصب رئيس الاتحاد العالمي للمدارس العربية الإسلامية الدولية منذ إنشاءه عام 1976 م إلى الآن.
كما شارك في العديد من الشركات المالية والاستثمارية والبنوك وهي على سبيل المثال لا الحصر: بنك الإثمار في المنامة بالبحرين. ومؤسسة فيصل المالية في جزر الأنتيل الهولندية، ومؤسسة فيصل المالية في سويسرا، ورايتون هولاينجر ليمتد جيرسي، والشركة الإسلامية للاستثمار الخليجي في الشارقة بدولة الإمارات العربية المتحدة، والشركة السعودية الخليجية للأعمال في السعودية، والشركة الخليجية للاستثمارات المالية في مصر، والشركة المصرية للأعمال والتجارة في مصر، ومؤسسة فيصل المالية في الباهاماس، ومؤسسة فيصل المالية في هولندا، ومؤسسة فيصل المالية في لوكسمبورغ، ود. إم. إز للخدمات المالية في سويسرا، وكانترا في سويسرا، وإم. إف. إيه. إي في جيرسي، وشركة إثمار للتطوير، ومصرف الشامل، ومؤسسة فيصل المالية في جيرسي، وبنك فيصل المحدود في باكستان، وشركة سوليدارتي، وبنك البحرين والكويت، وشركة دار المال الإسلامي في جيرسي.

## زوجته وأبناؤه
متزوج من ابنة عبد الرحمن عزام باشا أول أمين عام لجامعة الدول العربية، وأنجبا:
- عمرو بن محمد بن فيصل بن عبد العزيز آل سعود.
- مها بنت محمد بن فيصل بن عبد العزيز آل سعود.
- ريم بنت محمد بن فيصل بن عبد العزيز آل سعود.

## وفاته
توفي الأمير محمد بن فيصل بن عبد العزيز آل سعود في يوم السبت 16 ربيع الآخر 1438 هـ الموافق 14 يناير 2017م عن عمر يناهز 80 عاماً، وتمت الصلاة عليه بعد صلاة العصر من نفس اليوم السبت وذلك في المسجد الحرام بمكة المكرمة.